# Katelyn Nacon
Katelyn Nacon (Atlanta, Georgia, 11 juni 1999) is een Amerikaans actrice. Ze kreeg bekendheid dankzij haar rol als Enid in de succesvolle serie The Walking Dead.

## Carrière
In 2013 had Nacon haar eerste rol te pakken in een lokale film genaamd, Loving Generously waarin ze Megan speelde. Een jaar later had ze haar eerste rol op nationale televisie in de serie Resurrection, waarin ze een tiener speelde die het hoofdpersonage Jacob (Landon Gimenez) bespiedde. Daarnaast kreeg ze meer bekendheid door haar rol in Too Many Cooks, die al snel viraal ging.
In 2015 bracht Nacon haar eerste album uit genaamd, Love in May waarvan ze vijf nummers zelf heeft geschreven.